# 타이셰트역
타이셰트역(Тайшет вокзал)은 러시아 이르쿠츠크주 타이셰트에 있는 시베리아 횡단철도의 역이다. 바이칼-아무르 철도가 분기한다. 한편, 이 역 전후의 철도는 칸스크아친스크(Kansk-Achinsk) 탄전 위를 통과한다.